# Pikkelyes hangyászpitta
A pikkelyes hangyászpitta (Grallaria squamigera) a madarak osztályának verébalakúak (Passeriformes) rendjébe és a hangyászpittafélék (Grallariidae) családjába tartozó faj.

## Rendszerezése
A fajt Florent Prévost és Marc Athanase Parfait Oeillet Des Murs írták le le 1783-ban.

## Alfajai
- Grallaria squamigera squamigera - Prévost & Des Murs, 1846
- Grallaria squamigera canicauda - Chapman, 1926[2]

## Előfordulása
Az Andok-hegységben Bolívia, Ecuador, Venezuela, Kolumbia és Peru területén honos. Természetes élőhelyei a szubtrópusi és trópusi hegyi esőerdők és magaslati cserjések. Állandó, nem vonuló faj.

## Megjelenése
Testhossza 23 centiméter, testtömege 105-174 gramm.

## Életmódja
Főleg a talajon keresgéli rovarokból álló táplálékát.

## Természetvédelmi helyzete
Az elterjedési területe nagyon nagy, egyedszáma pedig stabil. A Természetvédelmi Világszövetség Vörös listáján nem fenyegetett fajként szerepel.